# 伊豆的舞孃
《伊豆的舞孃》（日语：／ Izu-No-Odoriko），又譯伊豆的舞女，伊豆舞娘，川端康成的成名作短篇小说，1926年1月至2月間由「文藝時代」發表。《伊豆的舞女》曾先後6次被搬上大銀幕，最近一次是在1974年由山口百惠與三浦友和合作演出的版本。作者川端康成生前一直不斷接到讀者尋問阿薰的來信。

## 故事概要
一位孤兒出身、年方二十的東京高中生川島，獨自前往伊豆旅行。旅途中，川島巧遇一行六人的流浪藝人；出於興致，川島決定與他們同行一程。同行期間，川島一方面心儀於流浪藝人中的一名少女舞孃：薰，另一方面也在和流浪藝人們的相處中、感受了雖是陌生人卻能親近相待的寬慰。終於，旅行到了必須結束分開的時候；流浪藝人們要前往下個地點繼續飄泊賣藝的生活，而旅費將盡的川島也必須回歸自己的生活；然而，雖是一場短暫的相聚、和一段難有結果的情感，川島卻仍因此經歷，而得以自其孤兒出身所帶來的寂寞疏離心境中、得到解脫，重新體會了與人親近並且相互信任依賴的可貴情感。

## 影視作品

### 電影

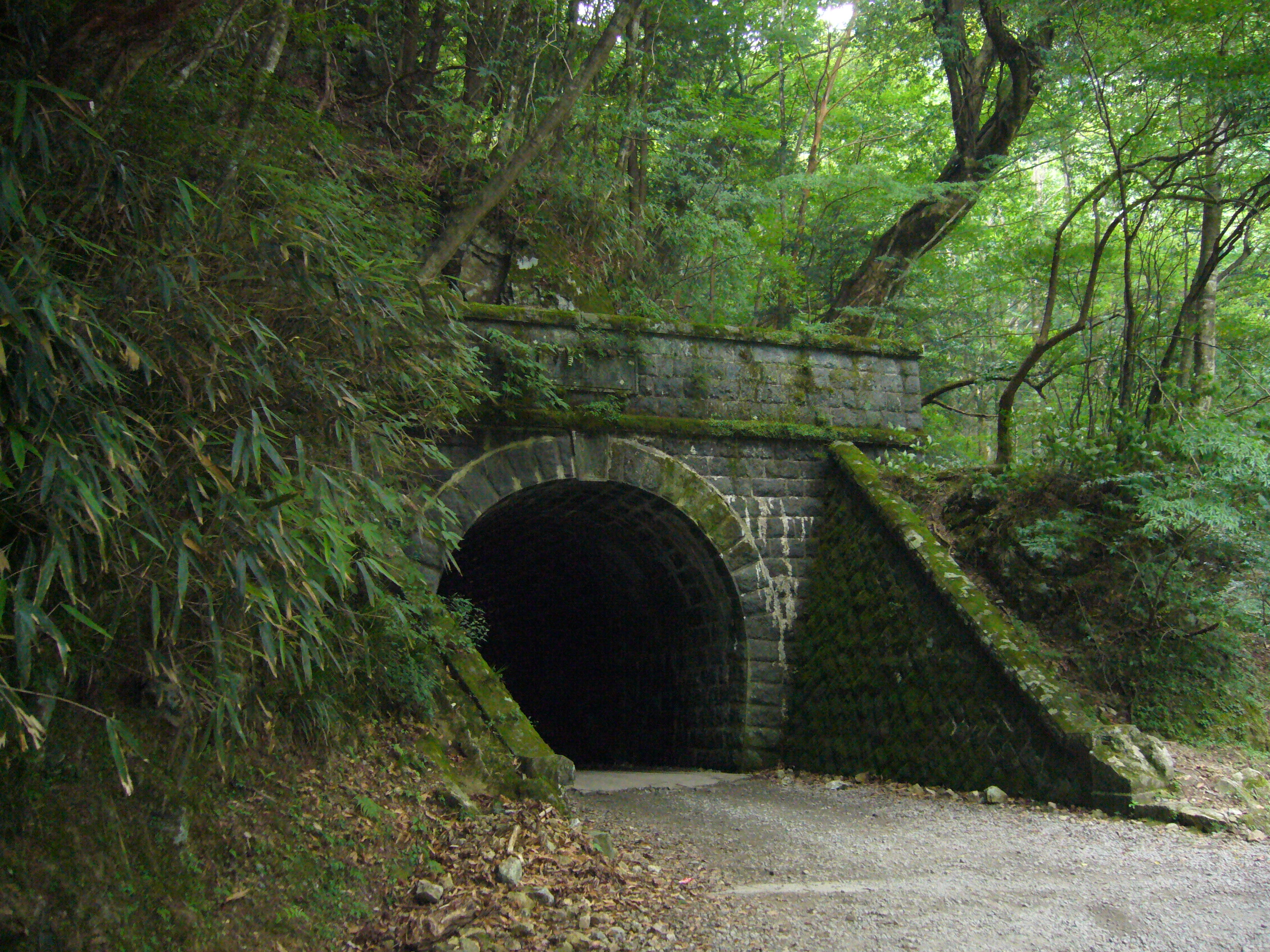
舊天城山隧道，故事（賣茶阿婆送川島）的開場景。

1. 《戀愛花開 伊豆舞孃》（1933年，松竹，五所平之助導演，田中絹代、大日方傳主演，黑白，默片），是第一部電影化作品。
2. 《伊豆舞孃（英语：Izu no odoriko (1954 film)）》（1954年，松竹，野村芳太郎導演，美空雲雀、石濱朗主演，黑白電影）
3. 《伊豆舞孃》（1960年，松竹，川頭義郎導演，鰐淵晴子、津川雅彥主演，彩色電影）
4. 《伊豆舞孃》（1963年，日活，西河克己導演，高橋英樹、吉永小百合主演，彩色電影）
5. 《伊豆舞孃》（1967年，東寶，恩地日出夫導演，黒澤年男、內藤洋子主演，彩色電影）
6. 《伊豆舞孃（英语：Izu no Odoriko (1974 film)）》（1974年，東寶，西河克己導演，山口百惠、三浦友和主演，彩色電影）[1]

### 電視劇
1. 《伊豆舞孃》（1961年，NHK，山本勝、小林千登勢主演）
2. 《伊豆舞孃》（1973年，KTV，栗田裕美（栗田ひろみ）、小林芳宏主演）
3. 《伊豆舞孃》（1992年，TBS，小田茜、萩原聖人主演）
4. 《伊豆舞孃（英语：Izu no odoriko (1993 TV drama)）》（1993年，TX，木村拓哉、早勢美里主演）
5. 《早安少女組。新春愛的故事》1st story「伊豆舞孃」（2002年，TBS，後藤真希、小橋賢兒主演）

### 廣播劇
- 《伊豆舞孃》（1991年，TBS，增田未亞、中村彰男主演）

### 電視動畫
- 青春動畫全集《伊豆舞孃》（1986年，NTV，島本須美、神谷明配音）

### 舞台劇
- 《伊豆舞孃》（1957年，光本幸子主演）
- 《伊豆舞孃》（1969年，光本幸子、有田正治主演）

## 外部連結
- The Dancing Girl of Izu_伊豆舞娘_川端康成 （页面存档备份，存于）
- 中伊豆の舞孃-穿越天城山 （页面存档备份，存于）
- YouTube上的伊豆的舞孃（山口百惠同名曲目，1974年电影版主题曲）
- YouTube上的伊豆的舞孃、1963年
- YouTube上的伊豆的舞孃、1993年
- [1]

1. ↑  川端康成. . 南海出版公司. 2019-04-22 （中文（简体））.